# فردیناندو تروتزی
فردیناندو تروتزی (ایتالیایی: Ferdinando Terruzzi; ۱۷ فوریهٔ ۱۹۲۴ – ۹ آوریل ۲۰۱۴) دوچرخه‌سوار اهل ایتالیا بود.
وی در مسابقات کشوری و بین‌المللی در مجموع برندهٔ ۱ مدال طلا شده‌است.